# 王士琦墓
王士琦墓，位于中华人民共和国浙江省台州市临海市括苍镇，是浙江省省级文物保护单位之一。
2017年1月13日，王士琦墓被列入第七批浙江省文物保护单位，该文物保护单位是一座古墓葬。